# Chersotis oreina
Chersotis oraina là một loài bướm đêm trong họ Noctuidae.